# Tudija
Tudija (w transliteracji z pisma klinowego Ṭu-di-ia, w transkrypcji Ṭudiya) – król Asyrii, w Asyryjskiej liście królów wymieniony jako jeden z 17 królów, którzy mieszkali w namiotach.